# Погановский монастырь
Погановский монастырь (болг. Погановски манастир; монастырь Поганово серб. Манастир Поганово) во имя святого апостола и евангелиста Иоанна Богослова — мужской монастырь Нишской епархии Сербской православной церкви, расположенный на левом берегу реки Ерма близ села Поганово общины Димитровграда. Памятник культуры Сербии большого значения.

## История
Монастырь основан в конце XIV века. На круглой каменной плите на западном фасаде высечены имена ктиторов «господина Константина» и «госпожи Елены». Предположительно, это были Константин Деянович и его супруга Елена либо он же и его дочь Елена, но выдвигались и другие версии. В 1499 году стены монастырского храма расписаны мастерами из Костур, Греции.
До 1927 года каньон реки Ермы был полностью непроходимым, что сохранило монастырь от разрушения.
До 1920 года монастырь находился на территории Болгарии и пребывал в юрисдикции Болгарского экзархата, бывшего в тот период в схизме. Перед начало Сербско-болгарская война отец Василий вывезл часть церковных ценностей и теперь они хранятся в Храм-памятник Александра Невского в Софии.